# Formica nepticula
Formica nepticula es una especie de hormiga del género Formica, familia Formicidae. Fue descrita científicamente por Wheeler en 1905.
Se distribuye por los Estados Unidos.

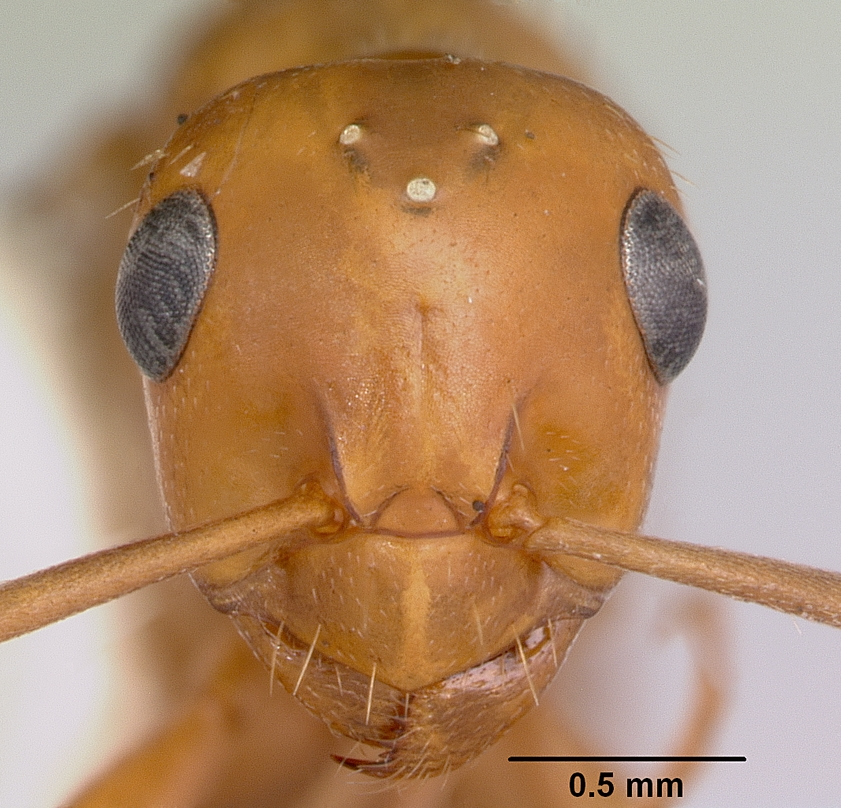
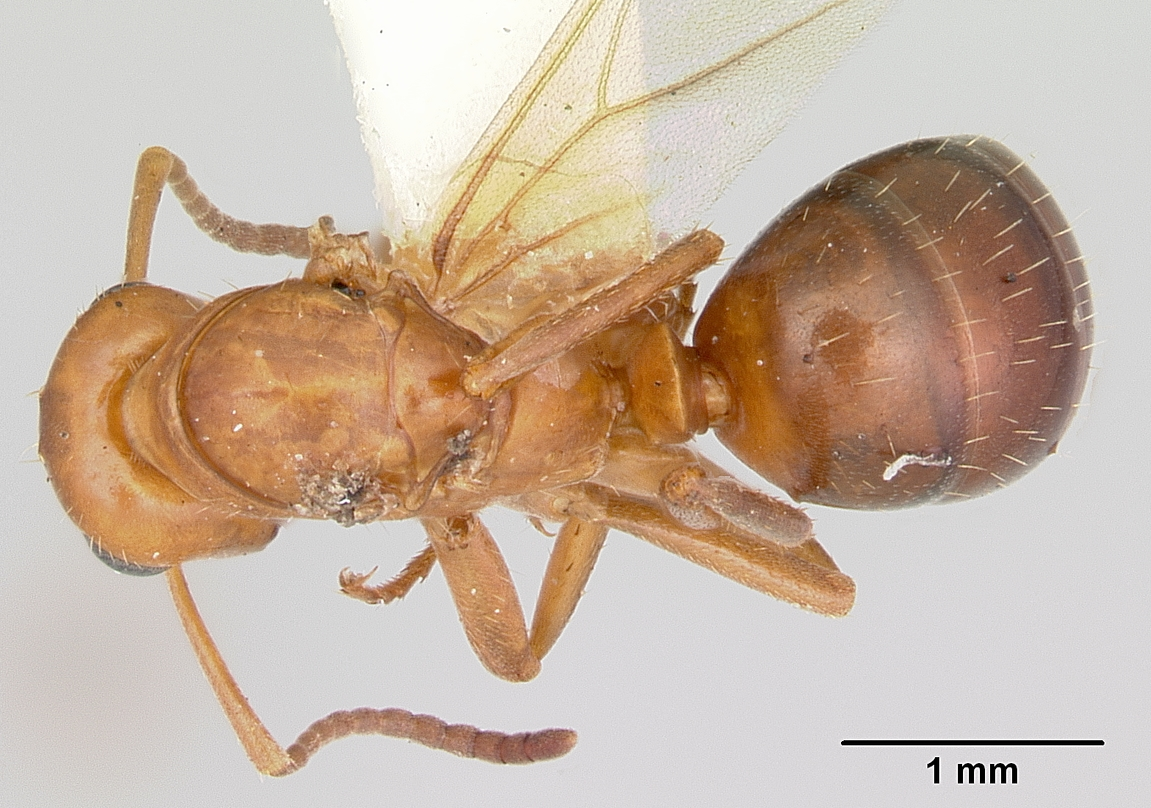
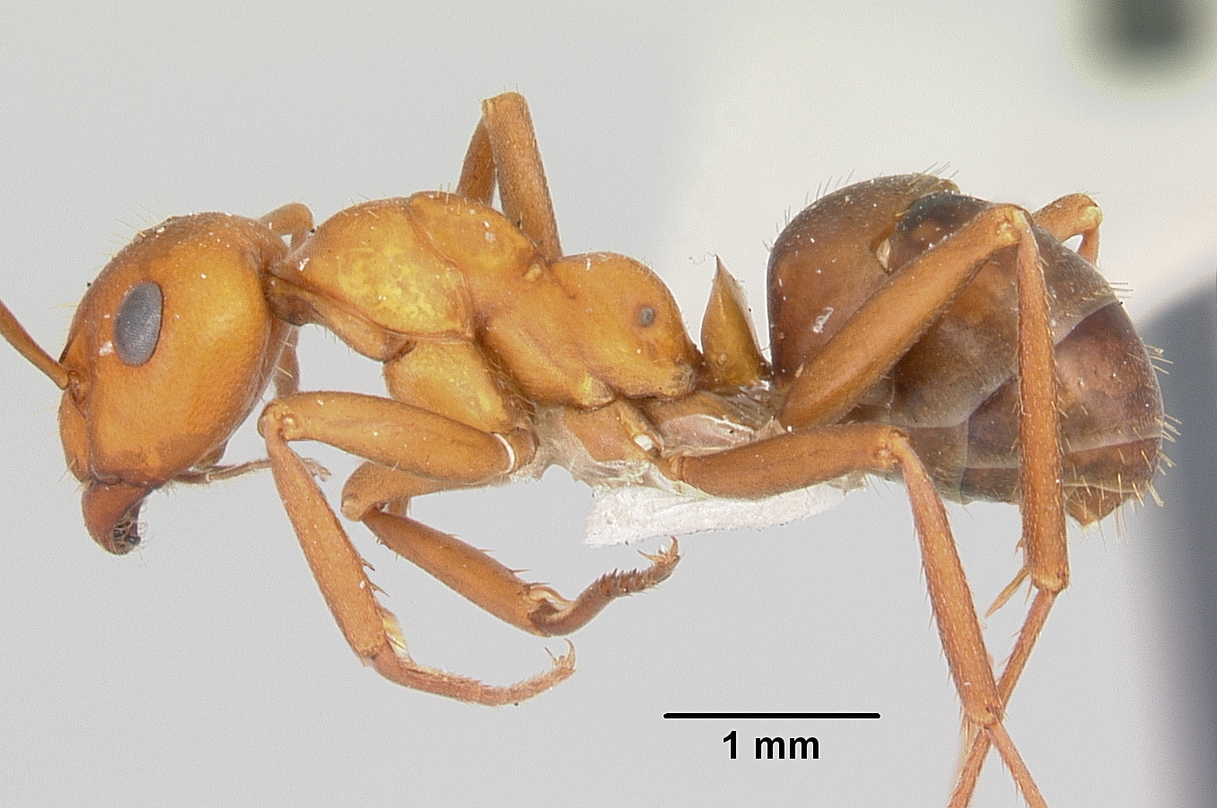
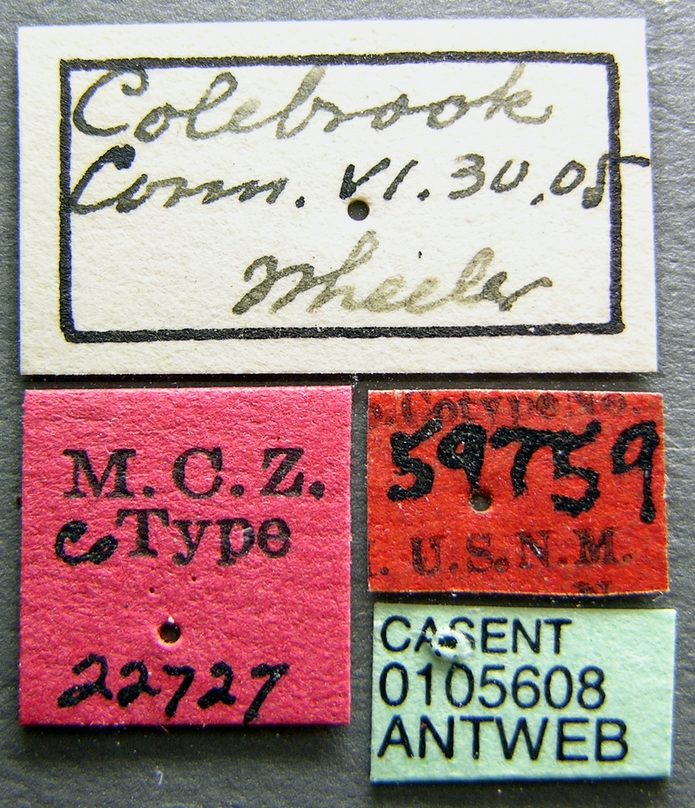